# Єлизавета Валуа
Єлизавета Валуа (фр. Elisabeth, ісп. Isabel; 2 квітня 1545, Фонтенбло — 3 жовтня 1568, Аранхуес) — французька принцеса і королева Іспанії, третя дружина короля Іспанії Філіпа II.
Єлизавета Валуа була старшою дочкою короля Франції Генріха II з династії Валуа і його дружини Катерини Медічі. Хоча вона і була заручена з іспанським інфантом Доном Карлосом, по закінченні багаторічної війни між Францією та Іспанією в 1559 році підписанням Като-Камбрезького мирного договору, вона вступила в шлюб з іспанським королем Філіпом II, що було однією з умов цього договору. Єлизавета Валуа за короткий час перетворилася з французької принцеси на іспанську королеву, інтелект, дипломатизм і краса якої високо цінувалися у всій Європі. Єлизавета зразково виконувала обов'язки, пов'язані з її королівським саном. Вона померла в 1568 році внаслідок чергових важких пологів.

## Дитинство при французькому дворі
Єлизавета Валуа народилася 2 квітня 1545 року в Фонтенбло, старшою дочкою короля Франції Генріха II і його дружини Катерини Медічі. Дитинство Єлизавети було затьмарене нещасливим шлюбом батьків. Того часу в маленької принцеси росло бажання зробити свій шлюб і сімейне життя гармонійним, що вона всіма силами намагалася досягти, будучи дружиною іспанського короля Філіпа II.

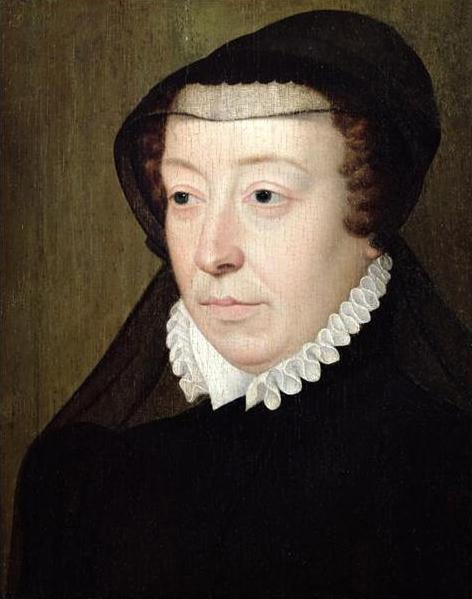
Мати Єлизавети, Катерина Медічі

### Батьки
Мати Єлизавети, Катерина Медічі, була єдиною дочкою герцога Лоренцо II Урбінського з сім'ї Медічі і його дружини Мадлен де Латур Д'овернь, вона з'явилася на світ 13 квітня 1519 року у палаці Медічі у Флоренції. Маделина де Латур д'Овернь померла через два тижні після народження дочки 28 квітня 1519 року від ускладнень, які спричинили тяжкі пологи. Після смерті батька 4 травня 1519 її дядько, папа Климент VII, взяв племінницю під свою опіку.
У Климента VII на Катерину були далекосяжні плани. Він запропонував її в дружини одному із синів короля Франції Франциска I. Медічі були італійською купецькою сім'єю, зліт якої до вершин європейських аристократичних кіл і вищих церковних звань був зумовлений їхньою неабиякою купецькою хваткою. Франциск I урешті-решт погодився на шлюб між Катериною і своїм другим сином Генріхом, сподіваючись у результаті цього союзу встановити тісніші контакти з Ватиканом і на підтримку останнього в боротьбі з Іспанією. 18 жовтня 1532 року Папа благословив молоду пару, а 28 жовтня в Марселі відбулася шлюбна церемонія.
Катерина Медічі спочатку відчувала себе при французькому дворі скуто, оскільки вона була іноземкою та ще й на додачу з купецької сім'ї, що викликало численні глузування в середовищі придворних. До того ж її чоловік не звертав на неї жодної уваги. У 1535 році, після смерті старшого брата, Генріх став новим дофіном Франції, а Катерина дофіною. У цьому ж році Генріх, після того як змінив кілька фавориток, шалено закохався в 37-річну Діану де Пуатьє, яку зробив спочатку графинею Сент-Вальє, а пізніше герцогинею Валентинуа. Обдурена дружина залишилася на задньому плані й навчилася з часом підкорятися обставинам і терпіти.
Їхній шлюб був бездітним протягом 10 років, і Генріх висловлював бажання оголосити шлюб недійсним. Катерина в цей час намагалася всілякими медичними засобами перемогти свою безплідність і зрештою хотіла піти в монастир, дозволивши таким чином чоловікові одружитися знову. Її наміри, проте, не були схвалені королем, який наказав лише посилити лікування невістки. Ці дії принесли плоди 20 січня 1544 року, коли Катерина народила першу дитину, спадкоємця престолу Франциска II. Син з'явився на світ маленьким, слабким і мав проблеми з диханням, всі боялися, що він скоро помре. Катерина сильно переживала за сина, від якого багато в чому залежала вся її подальша доля. На превелике полегшення батьків, хлопчик незабаром видужав, і Катерина народила за наступні 11 років ще 9 дітей, троє з яких померли в дитинстві.

## Юність

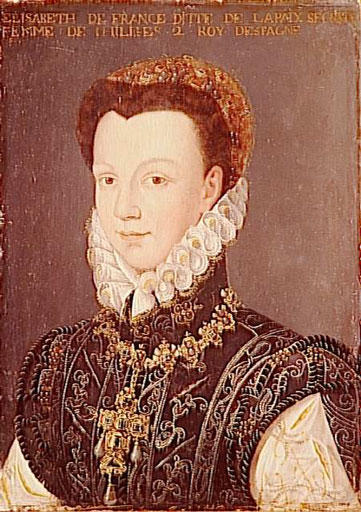
Єлизавета в 1559 році

Єлизавета була другою дитиною в сім'ї і виховувалася разом з братами і сестрами. На противагу своєму старшому братові, який ріс дуже хворобливим і був фізично і психічно хворим, юна принцеса зростала кмітливою і допитливою. До того ж вона дуже скоро стала своєю красою привертати увагу сучасників. Письменник П'єр де Бурделье Брантом так висловив своє захоплення принцесою:
|  | Можна подумати, вона була створена до створення світу і за задумом Бога трималася напоготові, до моменту, коли з божої волі була видана заміж |

Єлизавета успадкувала чорне волосся, темні очі та високий інтелект від матері-італійки. Але у Єлизавети був м'якший характер і більше такту в поведінці, вона відзначалася великою побожністю. Катерина з подивом виявила у дочки ті якості, які у неї були відсутні й з часом у них встановилися тісні довірчі взаємини, які після шлюбу Єлизавети з Філіпом II продовжилися у формі жвавого листування.
Переваги Єлизавети не залишилися непоміченими при європейських дворах, і незабаром численні кандидати стали добиватися руки дочки французького короля. Франція була ослаблена численними війнами з Іспанією, тому Генріх і Катерина вирішили заручити доньку з іспанським спадкоємцем престолу Доном Карлосом, щоб зміцнити відносини з Іспанією. Проте Філіп II несподівано після смерті в 1558 році своєї другої дружини Марії I Тюдор, королеви Англії розірвав заручини між своїм сином і Єлизаветою та послав герцога Альбу як свата до матері Єлизавети, Катерини Медичі.

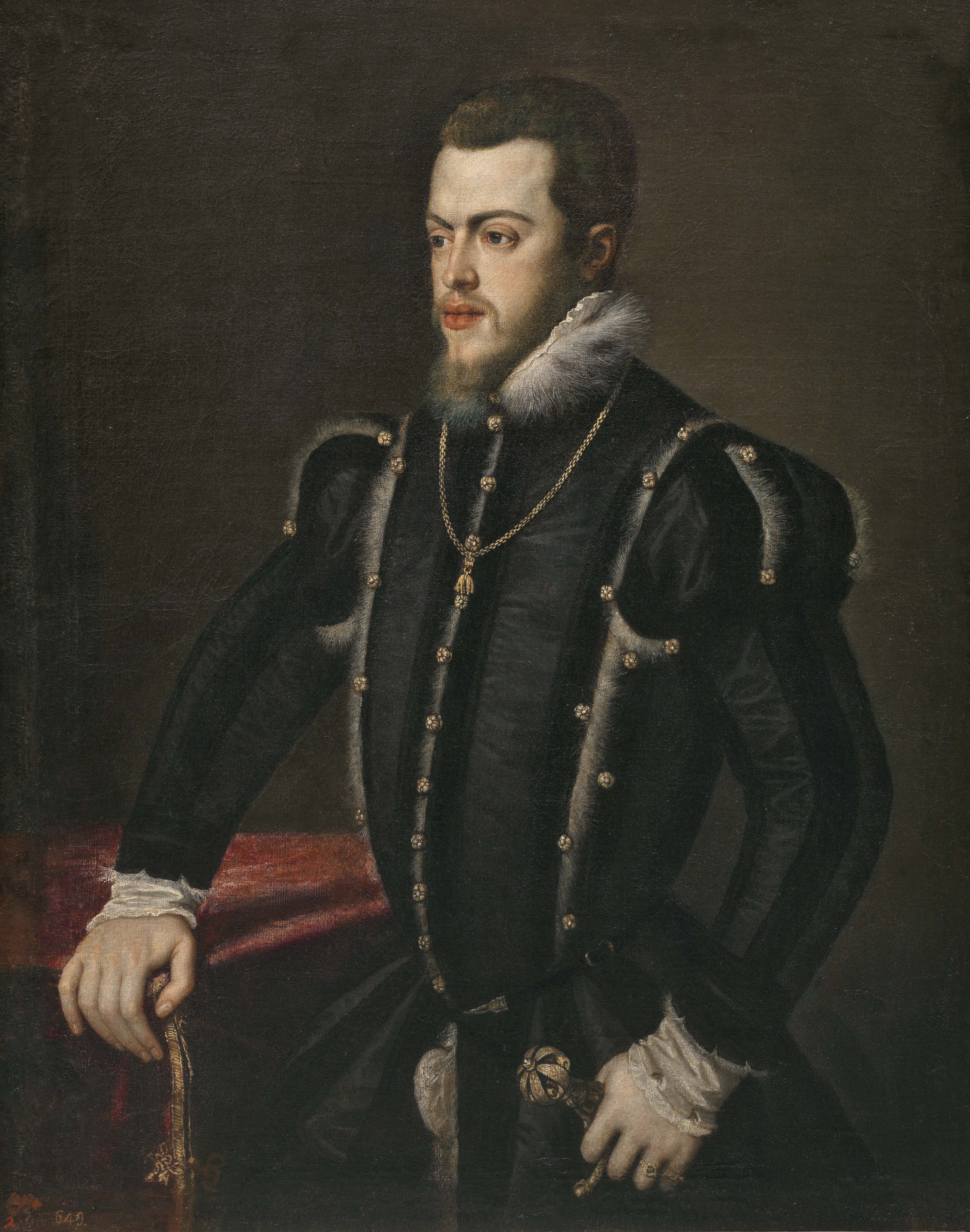
Чоловік Єлизавети, іспанський король Філіп II Прадо, Мадрид

Французька королева була спочатку здивована цією несподіваною зміною. Проте врешті вона погодилася на заручини дочки зі значно старшим іспанським королем у надії на те, що Єлизавета зможе вплинути на політику Іспанії в потрібному для Франції ключі. Можливо також, що до Катерини дійшли чутки про поганий фізичний і психічний стан дона Карлоса, що ширились Європою. До наших часів не дійшли писемні джерела, що описують почуття самої Єлизавети в цей насичений подіями час.
У рамках весільних святкувань батько Єлизавети Генріх II влаштував 30 червня 1559 році лицарський турнір. Генріх був завзятим турнірним бійцем і цього дня змагався з графом Габріелем де Монтгомері. Під час бою його спис відскочив від панцира і встромився в око короля. Він так і не оговтався після тяжкого поранення і, незважаючи на інтенсивну лікарську допомогу, помер через кілька днів 10 липня 1559 року. Весільна церемонія, затьмарена тяжкою боротьбою за життя батька Єлизавети, відбулася за дорученням (лат. per procurationem) 21 липня 1559 році в Парижі. У ролі нареченого виступав герцог Альба. З цього моменту смерть стала для Єлизавети і її подруги юності Марії Стюарт постійною супутницею.
Через півроку Єлизавета залишила Францію і прибула до Іспанії після виснажливого шляху через Піренеї у Гвадалахару, де вперше побачила свого чоловіка, старшого за неї на 18 років. Єлизавета уважно роздивлялася Філіпа II, який запитав стурбовано, що вона хочете побачити, сиве волосся, у відповідь усміхнулась. Справжнє одруження відбулося 2 лютого 1560 року в Толедо, на цей момент Єлизавета уже була вагітна і після Марії Португальської і Марії I Тюдор, королеви Англії стала третьою дружиною короля Іспанії Філіпа II.

## Королева Іспанії

### Перші роки

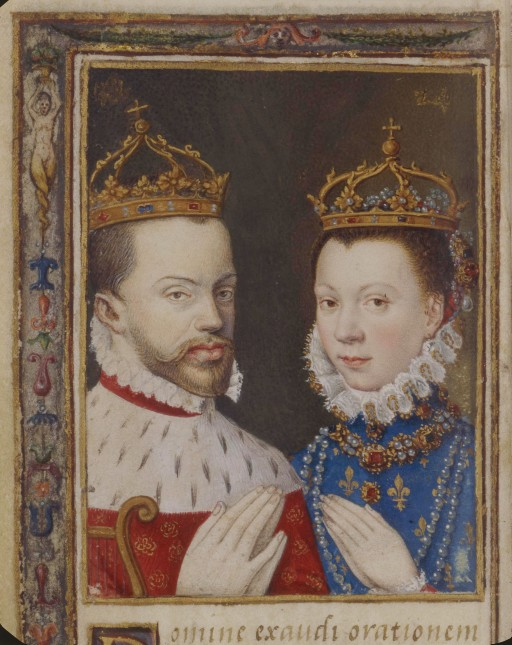
Єлизавета і її чоловік Філіп II

Іспанський народ прозвав французьку принцесу «Isabel de la Paz» (Ісабель Мирна), оскільки її шлюб з королем Філіпом II за Като-Камбрезьким договором приніс довгоочікуваний мир між Іспанією і Францією. Єлизаветі було всього 14 років, коли вона вступила в шлюб, проте сучасники захоплювалися її красою, якою, в купі з елегантними манерами і модним гардеробом вона підкорила свого чоловіка, придворних і весь іспанський народ.
|  | Її прекрасне обличчя і чорне волосся, віддтінявше шкіру, робили її такою чарівною, що я чув в Іспанії говорили, ніби придворні не наважувалися на неї подивитися зі страху бути охопленими пристрастю і тим самим викликати ревнощі короля і піддати її життя небезпеці |

Спочатку на новій батьківщині Єлизавета сильно сумувала за домом і намагалася звикнути до ролі королеви Іспанії. У лютому 1560 року вона захворіла вітряною віспою і видужала лише через досить тривалий час. Її ослаблений організм наприкінці року переніс ще й натуральну віспу, тому королева більшу частину часу проводила в ліжку. Протягом цього періоду Філіпп II, незважаючи на небезпеку зараження, майже не відлучався від її ліжка і самовіддано за нею доглядав. Єлизавета була зворушена таким ставленням з боку короля і поступово подолала свій первісний страх перед мовчазним чоловіком і трохи закохалася в нього. У наступні роки аж до її передчасної смерті Єлизавета була для свого чоловіка довіреною особою, з якою він обговорював багато проблем, включаючи важливі політичні питання.
|  | Вона володіє незвичайно тонким розумом і надзвичайною ввічливістю |

писав венеціанський посол Джованні Соранцо у своєму посланні після відвідування іспанського королівського двору.

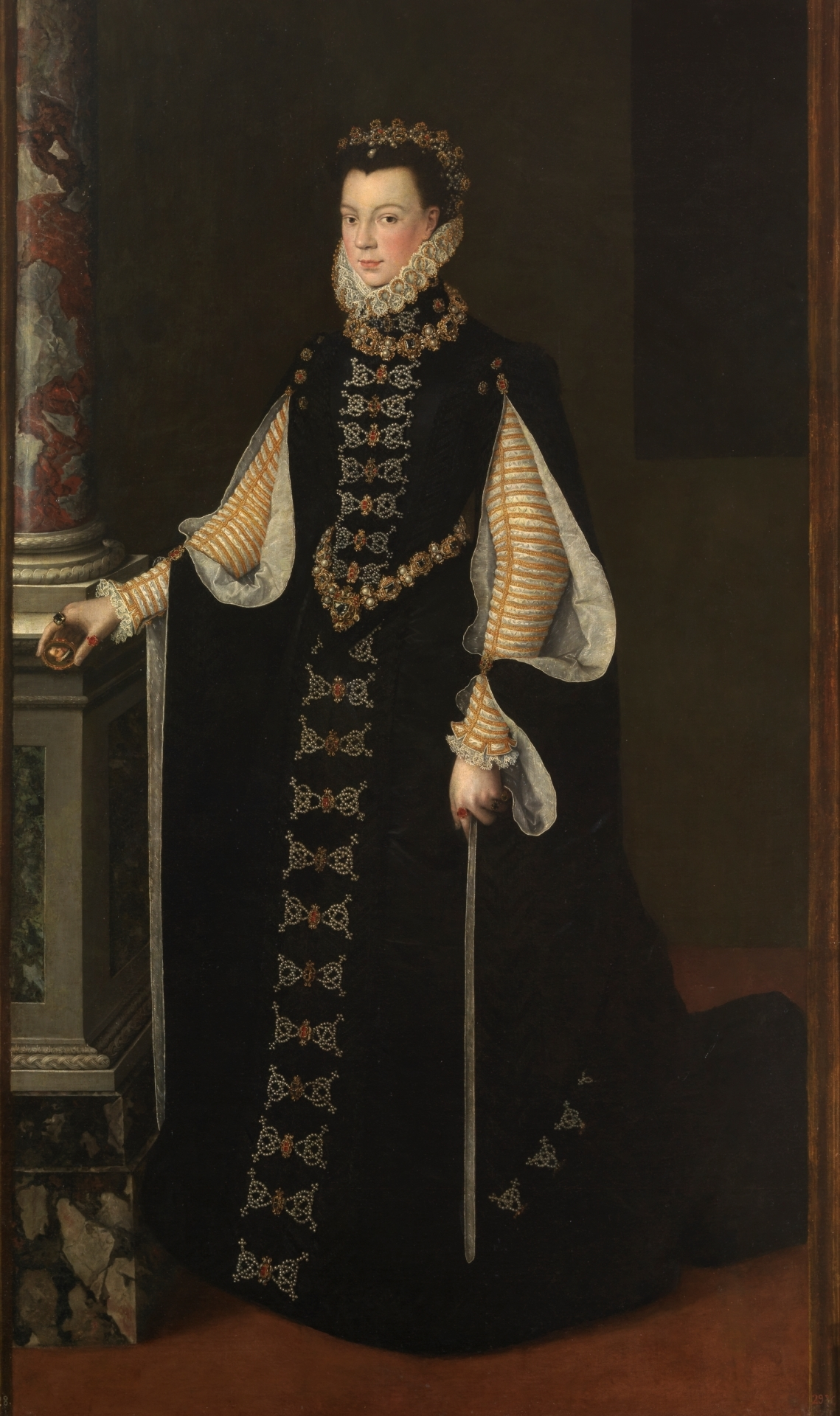
Єлизавета.

Філіп, за описом сучасників, був дуже розважливим, холоднокровним і непривітним чоловіком, проте під впливом юної дружини перетворився в життєрадісного і люблячого чоловіка, який буквально по губах читав усі бажання дружини. Єлизавета намагалася позбутися тяжких спогадів дитинства про нещасливий шлюб батьків, створити сімейну ідилію і бути вірною дружиною. Протягом шлюбу між Єлизаветою та Філіпом закостенілий палацовий етикет було дещо пом'якшено, і юна королева наповнила похмурий іспанський двір життям, французькою легкістю і модою. Хоча Філіп любив Єлизавету, сімейне життя в його житті займало другорядну роль. Філіп II був монархом, як кажуть, душею і тілом і міг проводити дні, безперервно плануючи майбутні військові походи і приймаючи важливі політичні рішення.
|  | В Іспанії вона вважалася майже святою, завоювавши любов свого чоловіка і всього іспанського народу. І тим не менш, Філіп, незважаючи на свою любов та увагу до неї, не доклав достатньо зусиль, аби зробити її щасливою. Цілі дні вона проводила в самоті, лише ненадовго покидаючи свої покої, бачила чоловіка тільки зрідка, значно рідше, ніж собі того бажала. Але вона приховувала свої почуття і завжди підкреслювала, що хоче тільки подобатися королю, і хоче тільки того, що він бажає (Джованні Соранцо) |

### Мрія про спадкоємця престолу

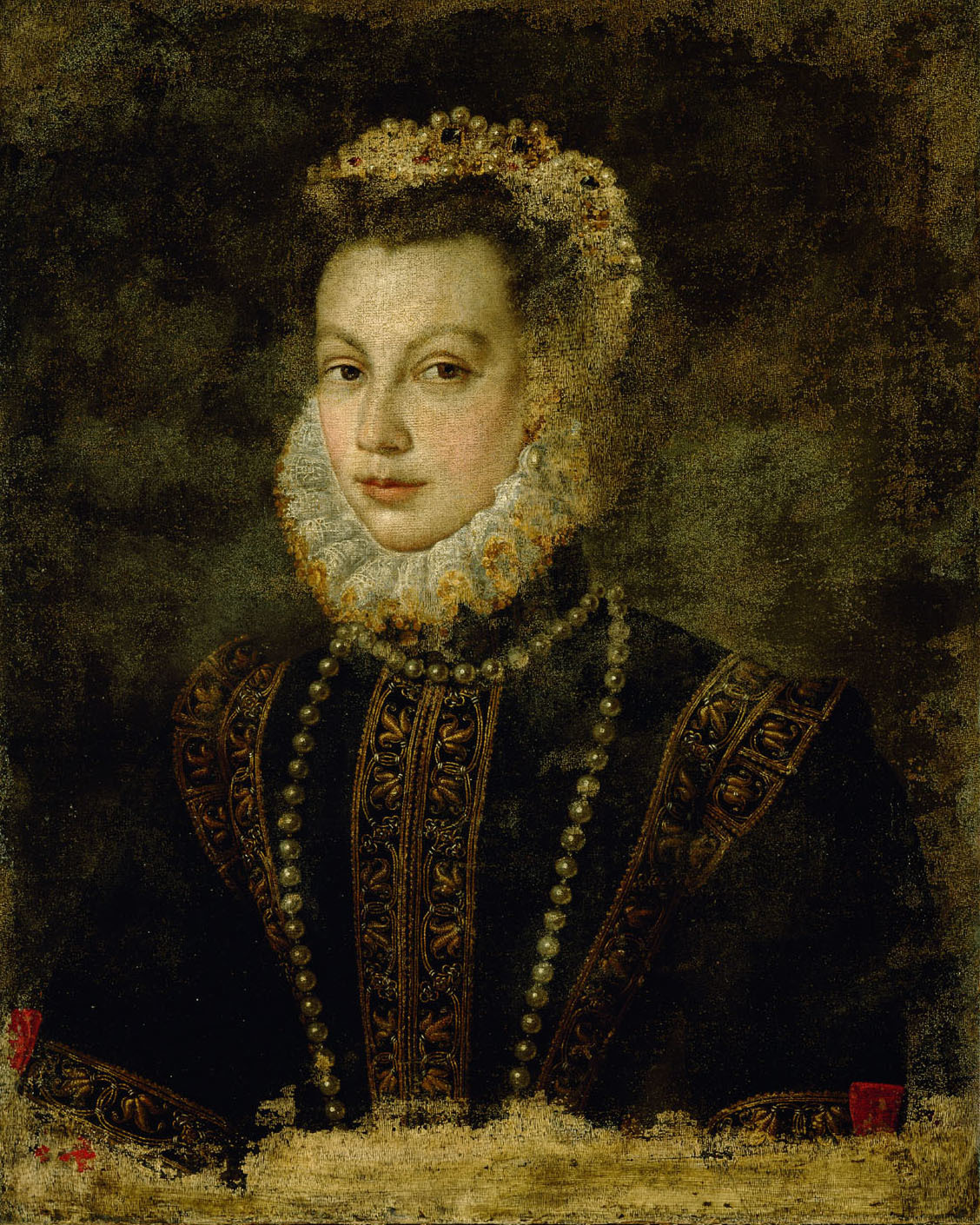
«Єлизавета Валуа».

У житті Єлизавети з'явилася мета в житті, вона відчувала себе більш вільно в своїй новій ролі королеви Іспанії. Вона допомагала чоловікові у державних справах і перетворювалася з юної французької принцеси в інтелігентну, милосердну, побожну і співчутливу іспанську королеву, для якої на першому місці стояв добробут народу. Катерина, яка перед одруженням доньки сподівалася на дружню до Франції політику Іспанії, була шокована таким розвитком подій і наголошувала у своїх листах, що дочка стала дуже «іспанською». На що та відповіла в одному зі своїх листів:
|  | Я іспанка, я зізнаюся в цьому, це мій обов'язок, але я ще і твоя дочка, та ж сама, яку ти колись послала в Іспанію. |

Єлизавета сконцентрувалася на ролі дружини і королеви та намагалася з завзяттям виконувати обов'язки іспанської королеви. Однак найважливіше завдання королеви, народження спадкоємця престолу, вона в силу своєї тендітної статури не змогла виконати. Єлизавета була вагітна п'ять разів. Її перша вагітність була, порівняно з іншими, зовсім нескладною: у квітні 1560 році вона народила сина, який помер через кілька годин після народження. Єлизавета втішалася думкою, що у неї ще будуть інші діти. У травні 1564 року почалася її друга вагітність, і разом з нею справжні муки, що не припинялися аж до її смерті.

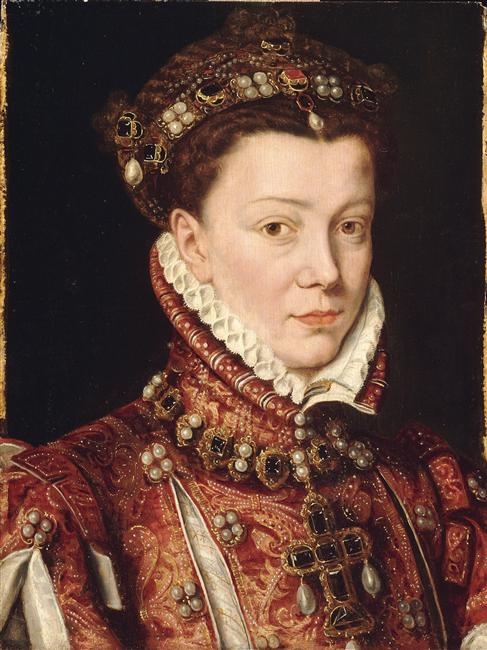
Єлизавета в останні роки життя

На четвертому місяці у неї сталася гарячка, яку іспанські лікарі намагалися лікувати звичайними на той час методами, як наприклад кровопусканням. Як наслідок такого лікування у неї настали передчасні пологи, і вона втратила двох дівчаток-близнюків. Після цього Єлизавета протягом багатьох днів перебувала між життям і смертю і часом втрачала свідомість. Часті хвороби і невдалі пологи позначились на її здоров'ї. Вона ставала все більш блідою, худою і слабкою. І попри це, намагалася допомагати своєму чоловікові у державних справах.
Але наприкінці 1565 року знову завагітніла і після складних пологів в 1566 році народила двох дочок, Ізабеллу Клару Євгенію і роком пізніше Каталіну Мікаелу. При черговій вагітності восени 1568 року королева захворіла і вже не оговталася. Вранці 3 жовтня у неї трапилися передчасні пологи. Доньку ледь встигли охрестити перед смертю. Єлизавета багато разів втрачала свідомість і в цей же день померла в присутності свого чоловіка, так і не народивши спадкоємця престолу. Вона померла в Аранхуес і була похована в монастирі Сан Лоренсо дель Ескоріал.
Філіп II в 1570 році одружився з династичних міркувань вчетверте, зі своєю племінницею Анною Австрійською, яка 14 квітня 1578 року народила довгоочікуваного спадкоємця престолу — Філіпа III. Однак іспанський монарх ті глибокі почуття, які відчував до своєї третьої дружини, не зміг перенести на Анну, як і встановити тісні стосунки з дітьми від четвертого шлюбу. Обидві його дочки, Ізабелла Клара Євгенія і Катаріна Мікаела, були його довіреними особами, у яких він, також як до цього у їх матері, просив поради з важливих політичних питань.

## Родина
Чоловік — Філіп ΙΙ (1527—1598), король Іспанії та Португалії
Діти:
- Син (1560)
- Дочка (1564)
- Дочка (1564)
- Ізабелла Клара Євгенія
- Каталіна Мікаела Австрійська
- Іоанна (1568)

## Легенда
За легендою у Єлизавети був любовний зв'язок з її пасинком Карлосом, що надихнуло Фрідріха Шиллера на написання драми «Дон Карлос».
Карлос був старшим легітимним сином Філіпа II і, таким чином, спадкоємцем іспанського престолу. Вважається, що він був психічно і фізично хворим, ймовірно, через близьке споріднення своїх батьків, Філіп був кузеном своєї першої дружини — Марії Португальської. Однак існує й інше припущення, що Карлос, будучи дитиною, впав, при цьому отримавши пошкодження головного мозку, яке час від часу спричиняло його неконтрольовану поведінку. Дон Карлос вважався примхливим, схильним до частої зміни настроїв, хворобливим юнаком. Філіп II був змушений тримати його під замком, ізольованим від навколишнього світу.
Єлизавета проводила багато часу з пасинком, намагаючись взяти посильну участь у його трагічній долі. З часом між молодими людьми практично однакового віку виникло почуття глибокої взаємної довіри. Єлизавета намагалася згладити глибокі суперечності, що існували між Філіпом II і Карлосом, що призвело до тимчасового поліпшення відносин між батьком і сином. Незабаром після народження другої дочки вона була приголомшена звісткою про арешт Карлоса. Єлизавета прийняла так близько до серця долю пасинка, що закрилася на кілька днів в своїх покоях і плакала. Карлос помер за чотири місяці до смерті Єлизавети Валуа.
Незважаючи на пересуди про можливий любовний зв'язок між рівними за віком мачухою та її хворобливим пасинком, зв'язок між ними був побудований на співчутті, дружбі та добросердечності, й тільки пізніше йому була надана форма любовного роману.